# Bob-Weltmeisterschaft 2001
Die Wettbewerbe der 50. Bob-Weltmeisterschaft fanden 27. Januar bis zum 4. Februar 2001 in St. Moritz in der Schweiz  für die Männer und in Calgary in Kanada am 9. Februar 2001 für die Frauen statt. In St. Moritz wurde die WM zum 18. Mal ausgetragen.

## Frauen

### Zweierbob
| Platz | Land  | Sportler                          | Zeit        |
| ----- | ----- | --------------------------------- | ----------- |
| 1     | SUI I | Françoise Burdet Katharina Sutter | 1:55,08 min |
| 2     | USA I | Jean Racine Jennifer Davidson     | 1:55,10 min |
| 3     | GER I | Susi Erdmann Tanja Hess           | 1:55,40 min |
| 4     | SWE I | Karin Olsson Ludmila Engquist     | 1:56,06 min |
| 5     | CAN I | Christina Smith Cherie Whelan     | 1:56,09 min |

## Männer

### Zweierbob
| Platz | Land    | Sportler                        | 1. Lauf | 2. Lauf | 1. Tag  | 3. Lauf | 4. Lauf | Gesamt  |
| ----- | ------- | ------------------------------- | ------- | ------- | ------- | ------- | ------- | ------- |
| 1     | GER I   | Christoph Langen Marco Jakobs   | 1:04,19 | 1:04,59 | 2:08,78 | 1:04,51 | 1:03,49 | 4:16,78 |
| 2     | SUI III | Reto Götschi Cédric Grand       | 1:04,60 | 1:05,16 | 2:09,76 | 1:04,35 | 1:03,62 | 4:17,73 |
| 3     | SUI II  | Martin Annen Beat Hefti         | 1:04,61 | 1:04,98 | 2:09,59 | 1:04,56 | 1:03,69 | 4:17,84 |
| 4     | SUI I   | Christian Reich Steve Anderhub  | 1:04,70 | 1:05,18 | 2:09,88 | 1:04,47 | 1:04,03 | 4:18,38 |
| 5     | CAN I   | Pierre Lueders Ken Leblanc      | 1:04,54 | 1:05,19 | 2:09,73 | 1:04,83 | 1:04,31 | 4:18,87 |
| 6     | GER II  | Rene Spies Franz Sagmeister     | 1:04,93 | 1:05,34 | 2:10,27 | 1:04,78 | 1:04,49 | 4:19,54 |
| 7     | USA I   | Mike Dionne John Kasper         |         |         |         |         |         | 4:20,09 |
| 8     | ITA I   | Günther Huber Antonio Tartaglia |         |         |         |         |         | 4:20,18 |
| 9     | RUS I   | Jewgeni Popow ⋅ Alexei Andrynin |         |         |         |         |         | 4:20,32 |
| 10    | FRA I   | Bruno Mingeon Éric Le Chanony   |         |         |         |         |         | 4:20,65 |

Datum: 27./28. Januar 2001
Am Start waren insgesamt 33 Teams. Lettland I beendete nur die ersten beiden Läufe.

### Viererbob
| Platz | Land | Sportler                                                        | Zeit        |
| ----- | ---- | --------------------------------------------------------------- | ----------- |
| 1     | GER  | Christoph Langen Markus Zimmermann Sven Peter Alex Metzger      | 4:10,45 min |
| 2     | GER  | André Lange Lars Behrendt René Hoppe Carsten Embach             | +1,24 s     |
| 3     | SUI  | Christian Reich Steve Anderhub Urs Aeberhard Domenic Keller     | +1,50 s     |
| 4     | LAT  | Sandis Prūsis Mārcis Rullis Matīss Zacmanis Jānis Ozols         | +1,58 s     |
| 5     | SUI  | Reto Götschi Alexander Quiblier Beat Hefti Cederic Grand        | +1,59 s     |
| 6     | GER  | Matthias Benesch Torsten Voss Udo Lehmann Stefan Barucha        | +1,80 s     |
| 7     | FRA  | Bruno Mingeon Éric Le Chanony Christophe Fouquet Max Robert     | +2,54 s     |
| 8     | RUS  | Jewgeni Popow Pjotr Makartschuk Sergei Golubew Alexei Andrjunin | +2,66 s     |
| 9     | USA  | Mike Dionne John Kasper Douglas Sharp Earl Shepherd             | +2,67 s     |
| 10    | GBR  | Sean Olsson Scott Rider Phil Goedluck Markus Adam               | +2,87 s     |

Datum: 3./4. Februar 2001
Am Start waren insgesamt 28 Teams.

## Medaillenspiegel
| Platz | Land               | Gold | Silber | Bronze | Gesamt |
| ----- | ------------------ | ---- | ------ | ------ | ------ |
| 1     | Deutschland        | 2    | 1      | 1      | 4      |
| 2     | Schweiz            | 1    | 1      | 2      | 4      |
| 3     | Vereinigte Staaten | 0    | 1      | 0      | 1      |